# MPM Motors
MPM Motors est un constructeur automobile français fondé en septembre 2015 et liquidé en décembre 2020. Le premier modèle du constructeur, la MPM Erelis (évolution de la PS160 de pré série), est homologuée pour l'Europe en décembre 2016.

## Histoire

### Origines
En 2015, la start-up MPM Motors est créée en France, à Croissy sur Seine, par Oleg et Igor Paramonov, les fils de l'industriel Mikhaïl Paramonov qui ont grandi en France, ils décidèrent d'y lancer la marque (en hommage à leur père ; Mikhaïl Paramonov Manufacturing soit MPM).

### Présentation
La start-up pour se lancer reprend les bases du modèle "Aquila", un projet laissé en friche et qui n'avait jamais eu les moyens de son potentiel, développé en Corée du Sud avec un commencement de production en Europe de l'est. Le projet avait été abandonné à la chute du groupe industriel à qui il appartenait.
L’aventure devient concrète avec l’ouverture de la chaîne de production entièrement manuelle dans l'agglomération Saint-Quentin-en-Yvelines en janvier 2016, permettant ainsi la création de 200 emplois dans la région.
L'homologation européenne de la PS160  par l'UTAC en décembre 2016, est le point de départ de MPM Motors, qui développe actuellement en France les futurs modèles de la marque dans ses bureaux de Croissy-sur-Seine.
Originellement nommée « PS160 », MPM renomme son coupé « Erelis » en août 2018 en adoptant le moteur PSA 3 cylindres 1,2 litre Puretech turbocompressé de 130 ch. Le constructeur expose l'Erelis lors de Les Grandes Heures Automobiles en septembre 2018.
L'entreprise  MPM Company a été placée en redressement judiciaire en février 2019 et est en cessation de paiement depuis le 7 août 2017.

### MPM Cup
MPM Motors prépare un championnat consacrés aux modèles MPM. Le MPM Cup se déroule sur les circuits français à partir de 2019.
Ayant clairement pour but de rendre la compétition automobile accessible au plus grand nombre.